# جليد صافي

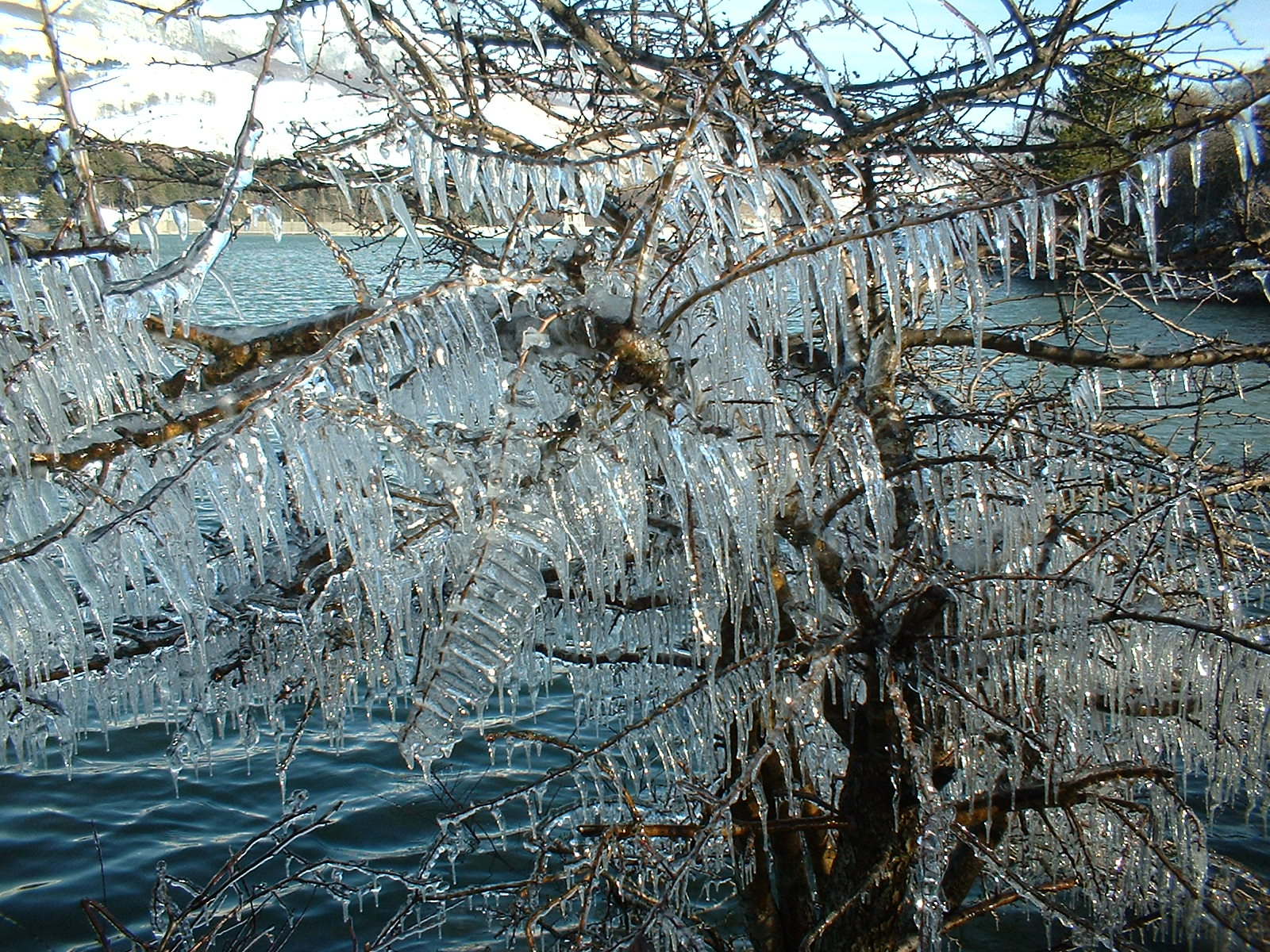

القشع أو الجليد الصافي (الجليد الشفاف) (بالإنجليزية: Clear ice)‏ إلى ترسبات صلبة من «هطول الأمطار» التي تتكون عندما تكون درجة حرارة الهواء ما بين «صفر درجة مئوية» (32 درجة فهرنهايت) و «-3 درجة مئوية» (27 فهرنهايت)، ويكون هناك قطرات كبيرة نسبياً من المياه فائقة البرودة (من الضباب المتجمد). يؤيد التراكم السريع والتشتت البطئ للحرارة الكامنة للانصهار تكوين غطاء جليدي شفاف من دون الهواء أو غيره من الشوائب. وتحدث ظاهرة مشابهة عندما يضرب مطر متجمد أو رذاذ سطح ما ويسمى التزجيج.
عندما يتكون الجليد أو الثلج الشفاف على الأرض، غالباً ما يسمى الجليد الأسود، ويمكن أن يكون خطر للغاية.
يعتبر الجليد الشفاف أكثر كثافة وتجانساً عن قشرة الصقيع الصلب ولكنه مثل الصقيع يتراكم على الفروع والخطوط الهوائية حيث يعتبر خطير على نحو خاص بسبب كثافته العالية نسبياً.